# ジム・ミラー (総合格闘家)
ジム・ミラー（Jim Miller、1983年8月30日 - ）は、アメリカ合衆国ニュージャージー州スパルタ出身の男性総合格闘家。ミラー・ブラザーズMMA所属。元ROCライト級王者。元CFFCライト級王者。

## 来歴
8歳の頃テコンドーを始め、スパルタ高校、バージニア工科大学とレスリングを続けていたが、2005年に総合格闘技の練習を開始し、同年11月にはプロデビュー、地元ニュージャージーのローカル団体でキャリアを積んだ。
2006年8月5日、Reality Fightingにてムーシン・コーブリーに一本勝ちし、ライト級王座を獲得。11月18日には初防衛戦でフランク・エドガーと対戦するも、判定負けでプロ初黒星を喫した。
2007年4月13日、CFFCでライト級王者アル・バックに一本勝ちし王座獲得に成功し、2か月後の防衛戦でも勝利を収めた。
2008年4月4日、初参戦となったIFLでバート・パラゼウスキーと対戦し、判定勝ち。その後兄ダンと共にUFCと契約を交わした。

### UFC
2008年10月18日、UFC初参戦となったUFC 89でデビッド・バロンと対戦し、チョークスリーパーで一本勝ちし、サブミッション・オブ・ザ・ナイトを受賞した。12月10日にはフランク・エドガーの代役で急遽UFC: Fight for the Troopsに出場、マット・ワイマンに判定勝ちし、ファイト・オブ・ザ・ナイトを受賞した。
2009年3月7日、UFC 96でグレイ・メイナードに判定負け。
2009年7月11日、UFC 100でマック・ダンジグと対戦し、3-0の判定勝ち。
2010年1月2日、UFC 108でドゥエイン・ラドウィックと対戦し、腕ひしぎ十字固めで一本勝ち。3月27日、UFC 111でマーク・ボーチェックと対戦し、判定勝ち。
2010年9月15日、UFC Fight Night: Marquardt vs. Palharesでグレイゾン・チバウと対戦し、3-0の判定勝ちを収めた。
2010年12月11日、UFC 124でチャールズ・オリベイラと対戦し、膝十字固めで一本勝ち。サブミッション・オブ・ザ・ナイトを受賞した。試合後、タイトル挑戦をアピールした。
2011年8月14日、UFC Live: Hardy vs. Lytleでベン・ヘンダーソンと対戦し、中盤から圧倒され判定負け。
2012年1月20日、UFC on FX 1でメルヴィン・ギラードと対戦し、リアネイキドチョークで一本勝ち。サブミッション・オブ・ザ・ナイトを受賞した。
2012年5月5日、UFC on FOX 3のライト級王座挑戦者決定戦でネイト・ディアスと対戦し、ギロチンチョークで自身初の一本負けを喫し挑戦権獲得に失敗した。
2012年12月29日、UFC 155でジョー・ローゾンと対戦し、判定勝ち。ファイト・オブ・ザ・ナイトを受賞した。
2013年4月27日、UFC 159でパット・ヒーリーと対戦し、リアネイキドチョークで一本負け。ファイト・オブ・ザ・ナイトを受賞した。試合後、薬物検査でヒーリーのマリファナ服用が発覚したため試合結果は無効となった。
2014年7月16日、UFC Fight Night: Cowboy vs. Millerでライト級ランキング6位のドナルド・セラーニと対戦し、右ハイキックでKO負け。
2015年12月10日、UFC Fight Night: Namajunas vs. VanZantでマイケル・キエーザと対戦し、リアネイキドチョークで一本負け。ファイト・オブ・ザ・ナイトを受賞した。
2016年7月9日、UFC 200で五味隆典と対戦し、パウンドで1RTKO勝ち。
2016年8月27日、UFC on FOX 21でジョー・ローゾンと約3年半ぶりに再戦し、判定勝ち。ファイト・オブ・ザ・ナイトを受賞した。
2017年2月11日、UFC 208でライト級ランキング10位のダスティン・ポイエーと対戦し、0-2の判定負け。敗れはしたものの、ファイト・オブ・ザ・ナイトを受賞した。
2019年4月27日、UFC Fight Night: Jacaré vs. Hermanssonでジェイソン・ゴンザレスと対戦し、一本勝ち。パフォーマンス・オブ・ザ・ナイトを受賞した。
2020年6月20日、UFC on ESPN: Blaydes vs. Volkovでルーズベルト・ロバーツと対戦し、腕ひしぎ十字固めで一本勝ち。パフォーマンス・オブ・ザ・ナイトを受賞した。
2021年10月16日、UFC Fight Night: Ladd vs. Dumontでエリック・ゴンザレスと対戦し、左ストレートでダウンを奪いパウンドで2RKO勝ち。パフォーマンス・オブ・ザ・ナイトを受賞した。
2022年2月19日、UFC Fight Night: Walker vs. Hillでニコラス・モッタと対戦し、右フックでダウンを奪いパウンドで2RTKO勝ちを収め、ドナルド・セラーニの保持するUFC史上最多勝利記録「23勝」に並んだ。
2022年7月2日、UFC 276でドナルド・セラーニと再戦し、ギロチンチョークで2R一本勝ち。リベンジに成功し、UFC史上最多勝利記録「24勝」を更新した。
2023年6月3日、UFC on ESPN: Kara-France vs. Albaziでジェシー・バトラーと対戦し、左ストレートで開始23秒のKO勝ち。パフォーマンス・オブ・ザ・ナイトを受賞した。
2024年1月13日、UFC Fight Night: Ankalaev vs. Walker 2でガブリエル・ベニテスと対戦し、ネッククランクで3R一本勝ち。2試合連続のパフォーマンス・オブ・ザ・ナイトを受賞した。
2024年4月13日、UFC 300でライト級ランキング14位のキング・グリーンと対戦し、0-3の判定負け。

## 人物・エピソード
- UFC史上最多試合出場記録「46試合」、最多勝利記録「27勝」を保持している[14]。
- UFC 100、UFC 200、UFC 300に出場した唯一の選手[15]。
- 2008年に結婚し、4人の子供をもうけている。
- 総合格闘家のダン・ミラーは実兄。

## 戦績
| 総合格闘技 戦績 | 総合格闘技 戦績 | 総合格闘技 戦績 | 総合格闘技 戦績 | 総合格闘技 戦績 | 総合格闘技 戦績 | 総合格闘技 戦績 |
| --------------- | --------------- | --------------- | --------------- | --------------- | --------------- | --------------- |
| 58 試合         | (T)KO           | 一本            | 判定            | その他          | 引き分け        | 無効試合        |
| 38 勝           | 7               | 21              | 10              | 0               | 0               | 1               |
| 19 敗           | 2               | 3               | 14              | 0               | 0               | 1               |

| 勝敗 | 対戦相手                     | 試合結果                            | 大会名                                                                     | 開催年月日     |
| ×    | チェイス・フーパー           | 5分3R終了 判定0-3                   | UFC 314: Volkanovski vs. Lopes                                             | 2025年4月12日  |
| ○    | デイモン・ジャクソン         | 1R 2:44 ギロチンチョーク            | UFC 309: Jones vs. Miocic                                                  | 2024年11月16日 |
| ×    | キング・グリーン             | 5分3R終了 判定0-3                   | UFC 300: Pereira vs. Hill                                                  | 2024年4月13日  |
| ○    | ガブリエル・ベニテス         | 3R 3:25 ネッククランク              | UFC Fight Night: Ankalaev vs. Walker 2                                     | 2024年1月13日  |
| ○    | ジェシー・バトラー           | 1R 0:23 KO（左ストレート）          | UFC on ESPN 46: Kara-France vs. Albazi                                     | 2023年6月3日   |
| ×    | アレクサンダー・ヘルナンデス | 5分3R終了 判定0-3                   | UFC Fight Night: Andrade vs. Blanchfield                                   | 2023年2月18日  |
| ○    | ドナルド・セラーニ           | 2R 1:32 ギロチンチョーク            | UFC 276: Adesanya vs. Cannonier                                            | 2022年7月2日   |
| ○    | ニコラス・モッタ             | 2R 1:58 TKO（右フック→パウンド）    | UFC Fight Night: Walker vs. Hill                                           | 2022年2月19日  |
| ○    | エリック・ゴンザレス         | 2R 0:14 KO（左ストレート→パウンド） | UFC Fight Night: Ladd vs. Dumont                                           | 2021年10月16日 |
| ×    | ジョー・ソレッキ             | 5分3R終了 判定0-3                   | UFC on ABC 2: Vettori vs. Holland                                          | 2021年4月10日  |
| ×    | ヴィンス・ピシェル           | 5分3R終了 判定0-3                   | UFC 252: Miocic vs. Cormier 3                                              | 2020年8月15日  |
| ○    | ルーズベルト・ロバーツ       | 1R 2:25 腕ひしぎ十字固め            | UFC on ESPN 11: Blaydes vs. Volkov                                         | 2020年6月20日  |
| ×    | スコット・ホルツマン         | 5分3R終了 判定0-3                   | UFC Fight Night: Anderson vs. Błachowicz 2                                 | 2020年2月15日  |
| ○    | クレイ・グイダ               | 1R 0:58 TKO（ギロチンチョーク）     | UFC on ESPN 5: Covington vs. Lawler                                        | 2019年8月3日   |
| ○    | ジェイソン・ゴンザレス       | 1R 2:12 リアネイキドチョーク        | UFC Fight Night: Jacaré vs. Hermansson                                     | 2019年4月27日  |
| ×    | チャールズ・オリベイラ       | 1R 1:15 リアネイキドチョーク        | UFC on FOX 31: Lee vs. Iaquinta 2                                          | 2018年12月15日 |
| ○    | アレックス・ホワイト         | 1R 1:29 リアネイキドチョーク        | UFC 228: Woodley vs. Till                                                  | 2018年9月8日   |
| ×    | ダン・フッカー               | 1R 3:00 KO（右膝蹴り）              | UFC Fight Night: Barboza vs. Lee                                           | 2018年4月21日  |
| ×    | フランシスコ・トリナウド     | 5分3R終了 判定0-3                   | UFC Fight Night: Brunson vs. Machida                                       | 2017年10月28日 |
| ×    | アンソニー・ペティス         | 5分3R終了 判定0-3                   | UFC 213: Romero vs. Whittaker                                              | 2017年7月8日   |
| ×    | ダスティン・ポイエー         | 5分3R終了 判定0-2                   | UFC 208: Holm vs. de Randamie                                              | 2017年2月11日  |
| ○    | チアゴ・アウベス             | 5分3R終了 判定3-0                   | UFC 205: Alvarez vs. McGregor                                              | 2016年11月12日 |
| ○    | ジョー・ローゾン             | 5分3R終了 判定2-1                   | UFC on FOX 21: Maia vs. Condit                                             | 2016年8月27日  |
| ○    | 五味隆典                     | 1R 2:18 TKO（パウンド）             | UFC 200: Tate vs. Nunes                                                    | 2016年7月9日   |
| ×    | ディエゴ・サンチェス         | 5分3R終了 判定0-3                   | UFC 196: McGregor vs. Diaz                                                 | 2016年3月5日   |
| ×    | マイケル・キエーザ           | 2R 2:57 リアネイキドチョーク        | UFC Fight Night: Namajunas vs. VanZant                                     | 2015年12月10日 |
| ○    | ダニー・カスティーリョ       | 5分3R終了 判定2-1                   | UFC on FOX 16: Dillashaw vs. Barao 2                                       | 2015年7月25日  |
| ×    | ベニール・ダリウシュ         | 5分3R終了 判定0-3                   | UFC on FOX 15: Machida vs. Rockhold                                        | 2015年4月18日  |
| ×    | ドナルド・セラーニ           | 2R 3:31 KO（右ハイキック→パウンド） | UFC Fight Night: Cowboy vs. Miller                                         | 2014年7月16日  |
| ○    | ヤンシー・メデイロス         | 1R 3:18 ギロチンチョーク            | UFC 172: Jones vs. Teixeira                                                | 2014年4月26日  |
| ○    | ファブリシオ・カモエス       | 1R 3:42 腕ひしぎ十字固め            | UFC 168: Weidman vs. Silva 2                                               | 2013年12月28日 |
| －   | パット・ヒーリー             | ノーコンテスト（薬物検査失格）      | UFC 159: Jones vs. Sonnen                                                  | 2013年4月27日  |
| ○    | ジョー・ローゾン             | 5分3R終了 判定3-0                   | UFC 155: dos Santos vs. Velasquez 2                                        | 2012年12月29日 |
| ×    | ネイト・ディアス             | 2R 4:09 ギロチンチョーク            | UFC on FOX 3: Diaz vs. Miller                                              | 2012年5月5日   |
| ○    | メルヴィン・ギラード         | 1R 2:04 チョークスリーパー          | UFC on FX 1: Guillard vs. Miller                                           | 2012年1月20日  |
| ×    | ベン・ヘンダーソン           | 5分3R終了 判定0-3                   | UFC Live: Hardy vs. Lytle                                                  | 2011年8月14日  |
| ○    | カマル・シャロルス           | 3R 2:15 TKO（膝蹴り→パウンド）      | UFC 128: Shogun vs. Jones                                                  | 2011年3月19日  |
| ○    | チャールズ・オリベイラ       | 1R 1:59 膝十字固め                  | UFC 124: St-Pierre vs. Koscheck 2                                          | 2010年12月11日 |
| ○    | グレイゾン・チバウ           | 5分3R終了 判定3-0                   | UFC Fight Night: Marquardt vs. Palhares                                    | 2010年9月15日  |
| ○    | マーク・ボーチェック         | 5分3R終了 判定3-0                   | UFC 111: St-Pierre vs. Hardy                                               | 2010年3月27日  |
| ○    | ドゥエイン・ラドウィック     | 1R 2:31 腕ひしぎ十字固め            | UFC 108: Evans vs. Silva                                                   | 2010年1月2日   |
| ○    | スティーブ・ロペス           | 2R 0:48 TKO（右肩の負傷）           | UFC 103: Franklin vs. Belfort                                              | 2009年9月19日  |
| ○    | マック・ダンジグ             | 5分3R終了 判定3-0                   | UFC 100                                                                    | 2009年7月11日  |
| ×    | グレイ・メイナード           | 5分3R終了 判定0-3                   | UFC 96: Jackson vs. Jardine                                                | 2009年3月7日   |
| ○    | マット・ワイマン             | 5分3R終了 判定3-0                   | UFC: Fight for the Troops                                                  | 2008年12月10日 |
| ○    | デビッド・バロン             | 3R 3:19 チョークスリーパー          | UFC 89: Bisping vs. Leben                                                  | 2008年10月18日 |
| ○    | バート・パラゼウスキー       | 4分3R終了 判定3-0                   | IFL: New Jersey                                                            | 2008年4月4日   |
| ○    | クリス・リゴーリ             | 2R 2:22 フロントチョーク            | Ring of Combat 18 【ROCライト級王座決定戦】                                | 2008年3月7日   |
| ○    | クリス・リゴーリ             | 2R終了時 TKO（ドクターストップ）    | Ring of Combat 17: Beast of the Northeast Finals                           | 2007年11月30日 |
| ○    | ヌリ・シャクァー             | 3R 2:17 チョークスリーパー          | Battle Cage Xtreme 3 【USKBA MMAウェルター級王座決定戦】                   | 2007年10月20日 |
| ○    | アンソニー・モリソン         | 1R 4:56 三角絞め                    | CFFC 5: Two Worlds, One Cage 【CFFCライト級タイトルマッチ】                | 2007年6月23日  |
| ○    | アル・バック                 | 1R 1:58 チョークスリーパー          | CFFC 4 【CFFCライト級タイトルマッチ】                                      | 2007年4月13日  |
| ×    | フランク・エドガー           | 5分3R終了 判定0-3                   | Reality Fighting 14: Fall Brawl 【RFライト級タイトルマッチ】               | 2006年11月18日 |
| ○    | ジェームス・ジョーンズ       | 2R 1:55 三角絞め                    | CITC: Marked Territory                                                     | 2006年9月30日  |
| ○    | ムーシン・コーブリー         | 2R 3:35 腕ひしぎ十字固め            | Reality Fighting 13: Battle at the Beach 2006 【RFライト級タイトルマッチ】 | 2006年8月5日   |
| ○    | ジョセフ・アンデュジャー     | 1R 1:04 肩固め                      | Reality Fighting 12: Return to Boardwalk Hall                              | 2006年4月29日  |
| ○    | ケビン・ロッディ             | 1R チョークスリーパー               | Reality Fighting 11: Battle at Taj Mahal                                   | 2006年2月11日  |
| ○    | エディ・フィヴィ             | 5分2R終了 判定3-0                   | Reality Fighting 10                                                        | 2005年11月19日 |

## 獲得タイトル
- Reality Fightingライト級王座（2006年）
- 第2代CFFCライト級王座（2007年）
- USKBA MMAウェルター級王座（2007年）
- 初代ROCライト級王座（2008年）

## 表彰
- ブラジリアン柔術 黒帯
- UFC ファイト・オブ・ザ・ナイト（7回）
- UFC パフォーマンス・オブ・ザ・ナイト（5回）
- UFC サブミッション・オブ・ザ・ナイト（3回）
- UFC ファイト・オブ・ザ・イヤー（2012年）